# David Thomas Hughes
David Thomas Hughes (Birmingham, Inglaterra; 19 de marzo de 1958-26 de septiembre de 2023) fue un futbolista inglés que jugó en la posición de centrocampista.

## Equipos
| Periodo   | Club              | Apariciones | Goles |
| --------- | ----------------- | ----------- | ----- |
| 1976-1977 | Aston Villa FC    | 4           | 1     |
| 1977–1981 | Lincoln City FC   | 62          | 1     |
| 1981–1982 | Scunthorpe United | 21          | 0     |
| 1982–1985 | Worcester City FC | 94          | 7     |

## Logros
- Copa de la Liga de Inglaterra (1): 1976/77